# Lyophyllum conocephalum
Lyophyllum conocephalum är en svampart som tillhör divisionen basidiesvampar, och som först beskrevs av Petter Adolf Karsten, och fick sitt nu gällande namn av Heinz Clémençon. Lyophyllum conocephalum ingår i släktet Lyophyllum, och familjen Lyophyllaceae. Arten har ej påträffats i Sverige.